# Uskhal Khan
Uskhal Khan, auch Tögüs Temür (孛兒只斤脫古思鐵木兒 Bèi'érzhījīn Tuōgǔsī Tiěmùér; * 1342; † November 1388 am Tuul) regierte als mongolischer Khagan und Kaiser der Yuan-Dynastie von 1378 bis 1388. Er war der letzte Herrscher aus der von Kublai Khan begründeten Yuan-Dynastie.

## Leben
Sein Vater Toghan Timur regierte als mongolischer Khagan und Kaiser der Yuan-Dynastie von 1333 bis 1368/70. Er wurde 1368 von chinesischen Aufständischen aus Peking vertrieben. Tögüs Temürs Bruder, der ab 1370 regierende Khagan Biligtü Khan verstarb 1378 in Karakorum. Ihm folgte Tögüs Temür als Herrscher unter dem Namen Uskhal Khan. Er wurde schließlich von den Ming am See Buir Nur 1387 vernichtend geschlagen wurde. Die Chinesen drangen dabei nach Karakorum vor, zerstörten die einstige Hauptstadt des Mongolenreiches vollständig. Uskhal Khan wurde im November 1388 am Tuul ermordet und die Dynastie der Kublaiden wurde Geschichte. Jorightu Khan Yesüder (Mong.: Зоригт хаан, 1358–1392) übernahm den Titel eines „Mongolischen Khagan“ der 'Nördlichen Yuan'. Um 1400 stiegen dann die Oiraten auf.